# キッチンブライト
キッチンブライトとは、ライオンが発売していた台所用の塩素系漂白剤。

## 経緯
1976年6月にライオンは塩素系漂白剤をブライトとして発売した。同製品のラベルには「台所用漂白剤としてもお使いいただけます」とあるように、これだけで台所用・トイレ用洗剤としても使えるとしていた。これは、キッチンブライトが発売されても最後まで変わらなかった。
キッチンブライトの競合製品は、花王のキッチンハイターで、ボトルの形はほとんど同じだったが、色は緑系の独自色を出していた。
また、競合製品となるキッチンワイドハイターに対抗するため、粉末酸素系漂白剤酸素系キッチンブライトも発売している。

## 成分
次亜塩素酸ナトリウム。他に中性洗剤の成分が含まれており、キッチンハイターと同じで、洗浄のできる漂白剤だった。

## メモ
- 商品としての売り上げは、今ひとつだった。
- 1990年代に入って、衣類用液体酸素系漂白剤手間なしブライトを発売し、消費者がそちらに流れたことで、塩素系ブライトは生産中止となった。その後、キッチンブライトの商品名をブライトお台所の除菌漂白と変更し、2002年から業務用も含めキッチンキレイキレイ除菌&漂白に変更。ボトルの色は白とオレンジのキャップに変わり、2005年からはボトルを水色に変更した。なお、同製品は2012年3月をもって製造を終了した。
酸素系キッチンブライトは業務用としての販売は継続されている。
- 塩素系漂白剤は、近年製品の絞り込みが進むなど、あまり発売されなくなっている。鼻につんと来る臭いや「混ぜるな危険」表示にあるように他の洗剤と混ざると塩素ガスが出る危険がある等の点から、消費者に敬遠されたせいもあるのかもしれない。但し、O-157等食中毒の観点からは一定の需要を維持している。
- 業務用の塩素系漂白剤・除菌剤としてはキッチンキレイキレイ除菌&漂白（2013年現在キッチンパワーブリーチと改名）業務用の他、ライオンニューブリーチが発売されている。こちらは食品添加物の認可も受けている。